# Niccolò Lapi
Niccolò Lapi (Firenze, 1667 circa – 1732) è stato un pittore italiano.

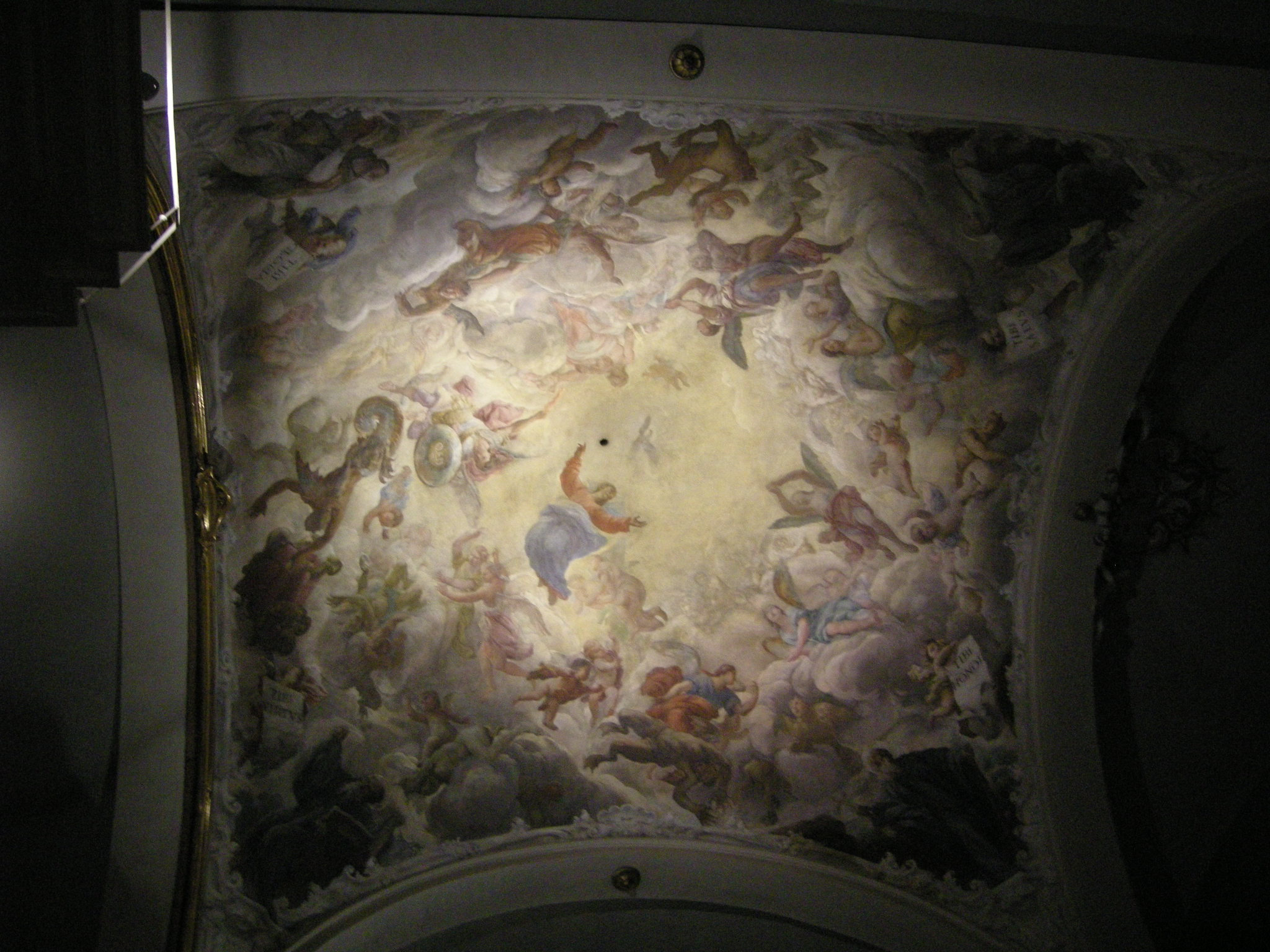
Volta in San Michele Visdomini

Specializzato in grandi pale d'altare con vari soggetti religiosi tipicamente legati alla Controriforma, fu un proficuo pittore, le cui opere si trovano in svariate chiese a Firenze: per esempio in San Jacopo Soprarno, in Santa Maria dei Candeli, in San Michele Visdomini e nel Complesso di San Firenze. Ma sue opere sono presenti anche nell'area fiorentina, per esempio a Vallombrosa (Martirio del B. Tesauro Beccaria) e a Figline Valdarno.
Fu suo committente anche il Gran Principe Ferdinando de' Medici. Tra gli artisti contemporanei più vicini a lui si possono ricordare Anton Domenico Gabbiani e Francesco Conti.
Si dice che le sue case si trovassero in via dell'Alloro a Firenze.